# Personnages des Thunderman
Les Thunderman est une série Nickelodeon qui met en vedette Kira Kosarin, Jack Griffo, Addison Riecke, Diego Velazquez, Chris Tallman, Rosa Blasi et Maya Le Clark, et met en vedette la voix de Dana Snyder jouant le Drocteu Colosso

## Personnages principaux
Max et Phoebe sont les plus importants personnages principaux.

### Phoebe Thunderman
Phoebe Thunderman (Kira Kosarin) est la sœur jumelle de Max et la sœur aînée de Nora, Billy et Chloé. Ses pouvoirs incluent la télékinésie, le souffle gelé/paralysant, et le souffle de feu. Elle est l'adolescente parfaite, à la fois bonne élève et modèle de vertu, le plus souvent du temps. Depuis toute petite, son objectif est de devenir une super-héroïne, à l'instar de ses parents, pour combattre le crime. Elle a 16 ans au début de la série et 21 ans à la fin.

### Max Thunderman
Max Thunderman (Jack Griffo) est le jumeau de Phoebe et le frère aîné de Nora, Billy et Chloé. Ses pouvoirs incluent la télékinésie, le souffle gelé/paralysant, et le souffle de feu. Il est un antagoniste devenu anti-héros. Bien qu'il ait été élevé au sein d'une famille de super-héros, Max aspire à l'origine à devenir un super-vilain pendant les trois premières saisons. Sa seule raison était de ne pas être le second de Phoebe en tant que héros. Dans le dernier épisode de la saison 3, il change finalement d'avis et prend une décision qui modifie sa vie. Il abandonne le côté obscur pour devenir un héros combattant le crime, en utilisant ses pouvoirs et ses gadgets de haute technologie. La quatrième saison se concentre sur Max se réadaptant à sa nouvelle vie quotidienne en tant que super-héros, ce qui met en péril son amitié avec le Dr Colosso. Sa chambre au sous-sol lui sert de repaire secret, rempli de gadgets high-tech et d'affiches de la Ligue des méchants. Dans la quatrième saison, son antre a des affiches de la Force-Z et d'autres affiches de super-héros. Son antre est accessible par un toboggan menant à son lit, situé sous une table à thé à côté du canapé dans le salon et c'est également là qu'il garde son meilleur ami et mentor, le Dr Colosso, un super-vilain que son père a transformé en lapin. Au début de la série, Max a également 16 ans,il a aussi 20 secondes de moins que sa sœur jumelle, ne permettant pas de déterminer si lui aussi avait ses 21 ans accomplis. (Étant donné que le jour de la fin de la série, c'était à la veille de quelques secondes près de leur anniversaire. Étant sur, Phoebe elle est à 21 ans, puisque minuit était passée, mais pas encore 00:00:20, donc Max ne devait rester.que 20 sec pour les achever).

### Nora Thunderman
Nora Thunderman, (Addison Riecke) est la quatrième enfant de la famille Thunderman, c'est une petite fille espiègle. Son nom de super-héroïne est Laser Girl. Son super pouvoir sont les rayons laser. Elle peut facilement recruter Billy dans n'importe quel plan, car elle lui fait peur. Elle a 8 ans au début de la série.

### Billy Thunderman
Billy Thunderman, (Diego Velazquez) est le troisième enfant des Thunderman. C'est un garçon très énergétique. Son nom de super-héros est Kid Quick. Son super pouvoir est la super-vitesse. Il est révélé que Barbra a donné naissance à Billy dans les airs pendant que son mari la transportait vers l'hôpital, ce qui implique que Billy s'est probablement cogné la tête après sa naissance, ce qui explique probablement pourquoi il est peu intelligent .Il a 10 ans au début de la série.

### Hank Thunderman
Hank Thunderman, (Chris Tallman) est l'époux de Barbara et le père de Phœbe, Max, Nora, Billy et Chloe. Son nom de super-héros est Thunder Man. Ses super pouvoirs sont la super-force et la capacité de voler. Hank a pris une semi-retraite en tant que super-héros afin de donner à ses enfants un foyer stable et normal. Il utilise toujours ses pouvoirs pour voyager à travers le monde mais aussi parfois pour aller dans l'espace.

### Barbra Thunderman
Barbra Thunderman, (Rosa Blasi) est l'épouse de Hank et la mère de Phœbe, Max, Nora, Billy, et Chloé. Son nom de super-héroïne est Electress. Le super pouvoir de Barbra lui permet de contrôler l'électricité et la foudre. Contrairement à son mari, elle a totalement accepté le fait de laisser sa vie de super-héroïne derrière elle. Barbra est cependant d'accord avec Hank sur le fait que la phase super-vilain de Max doit vite cesser. Son nom de jeune fille, qu'elle est ravie d'abandonner lors de son mariage, est Macmolar.

### Chloé Thunderman
Chloé Thunderman, (Maya Le Clark) est la plus jeune enfant des Thunderman. Elle vient au monde dans le dernier épisode de la saison 2. Son premier super pouvoir (temporaire) est de faire des bulles par l'intermédiaire de chatouilles, son super pouvoir permanent est la téléportation. Son pseudonyme de super-héroïne est Thunder Baby. Et elle a actuellement: 14 ans dans la Série les Thunderman: Undercover

## Personnages récurrents

### Cherry Seinfeld
Cherry Seinfeld (Audrey Whitby) ou plus connue par les membres de la famille Thunderman simplement comme "Cherry" (sauf pour Max , qui l'appelle Choupette) est la meilleure amie de Phoebe qui est pétillante, technophile et tient toujours à représenter les cerises (qui sont son prénom en anglais). Elle ignorait à l'origine les super pouvoirs de la famille, jusqu'en apprenant ceci dans "Un héros est né". Le principal Bradford la décrit comme "Cherry Seinfeld" (ne sachant même pas que c'est littéralement son prénom) dans un épisode de la quatrième saison.

### LEDrColosso
Le Dr Colosso (exprimé par Dana Snyder) est l'un des plus grands méchants du monde de la Ligue des méchants et l'ancien ennemi de Hank jusqu'à ce que Hank le transforme en lapin tout en étant Thunder Man. Il est gardé dans la chambre de Max. Il est démontré que le Dr Colosso aime beaucoup Max.
Dans "Un héros est né", le Dr Colosso est temporairement retourné à sa forme humaine afin qu'il puisse obtenir un prix, bien qu'il s'agisse en fait d'un complot de méchants King Crab, Lady Web et Scalestro pour le faire virer d'être inactif dans la méchanceté. Bien que les trois membres de la Ligue des méchants ignorent qu'il a été piégé sous forme de lapin pendant tout ce temps. D'autres fois, lorsque le Dr Colosso est devenu humain, Phoebe le fait poser comme son oncle lors d'une soirée de jeu en famille et quand il vole l'animaliseur dans un complot pour perturber le renouvellement des vœux de mariage de Hank et Barb, comme lorsqu'il a interrompu leur premier mariage.
La marionnette du Dr Colosso est interprétée par Stephen, Edward et Charles Chiodo, avec l'aide d'épisodes ultérieurs de Kevin Carlson. Il est un parodie du Joker .

### Evan
Evan (Elijah Nelson) est étudiant à Hiddenville High et membre du groupe d'étudiants intelligents de Sarah. Son meilleur ami est un iguane de compagnie connu sous le nom d'Eleanor.
Dans "Tout oublier", il est révélé qu'Evan est en fait un agent secret de la League des Héros qui se fait passer pour un étudiant infiltré afin de protéger les Thunderman. C'est un homme de 50 ans avec de la famille, mais il ressemble à un adolescent parce que sa superpuissance est qu'il ne vieillit pas.

### Sarah
Sarah (Keely Marshall) est une étudiante à Hiddenville High qui a le béguin obsessionnel pour Max. C'est aussi une amie de Phoebe. Elle est très intelligente et est le leader apparent d'un groupe d'étudiants intelligents, communément appelé "Sarah's Group".

### MmeWong
Mme Wong (Helen Hong) est la voisine vivant à un pâté de maison des Thunderman et est la propriétaire du meilleur resto de la ville,le Splat-Burger. Elle est connue auprès des citoyens pour être cette voisine enquiquineuse qui n'est jamais gentille avec personne, surtout avec les Thunderman, ses voisins les plus proches, qu'elle trouve particulièrement bruyants et dont elle se plaint à tous lors de la prise des pouvoirs de la famille Thunderman; demandant à la Super Présidente Tapedure si la prise de pouvoirs pourrait leur faire mal, étant déçue d'apprendre que non.
Dans "C'est un travail pour les Thunderman", Phoebe et Max prennent des emplois dans son restaurant, mais finissent par être licenciés après avoir détruit par inadvertance sa cuisine, enflammant ainsi son mépris pour les jumeaux et leur famille. Dans "Une révélation explosive", elle expose les Thunderman aux habitants de Hiddenville en découvrant leur identité secrète. Plus tard, il est révélé que son prénom entier est Olympia Wong. Dans "La rançon de la gloire", sa pizzeria est accidentellement détruite par les tentatives de Phoebe et Max pour arrêter une explosion, obligeant le Super Présidente à déplacer les Thundermans en Antarctique et à réaffecter leur poste à la famille de Falcon Man. Elle le reconstruit plus tard, et malgré cela, les Thunderman (y compris leurs parents) adorent manger au Splat-Burger et continuent d'y aller assez souvent.

### Principal Bradford
Tad Bradford (Jeff Meacham) est le directeur de Hiddenville High. Il déteste son travail, a une vie triste et n'aime pas la famille Thunderman à cause des farces de Max.
Dans "Déboires en cascade", il est révélé que le directeur Bradford vit à l'école et a un lit inclinable derrière certains casiers. Il est également révélé qu'il n'a pas surmonté sa première rupture, ce qui est la raison de sa vie triste et déprimante.

### Cousin Blobbin
Cousin Blobbin (Harvey Guillén) est le compagnon de l'oncle millionnaire décédé de Barb, Wilfred, donc un cousin de Barb et le grand-cousin des enfants Thunderman. Dans son testament, Wilfred a laissé son énorme fortune et manoir pour Blobbin. Blobbin est très sensible, mais en même temps est extrêmement dévoué à la famille et aide généralement les Thunderman de toutes les manières possibles.

### Oyster
Oyster (Tanner Stine) est un guitariste qui fait partie du nouveau groupe de Max dans "Phoebe la rebelle". Phoebe a d'abord le béguin pour lui jusqu'à ce qu'elle apprenne qu'il est un peu fou. Il considère les guitares comme des êtres vivants, suivant leurs « décisions », leur parlant et même écrivant des chansons pour elles.

### La Super Présidente Tapedure
La Super Présidente Tapedure (Daniele Gaither) est le président de la League des héros. Elle alerte les Thunderman de tout supervilain dans la région et présente également leurs super-héros diplômés de l'Académie de la League des Héros.

### Maddy
Maddy (Gabrielle Elyse) est membre de l'équipe de cheerleading de Madison. Elle devient finalement l'une des amies de Phoebe.dans la saison 2 dans l'épisode l'inspecteur bleu mène l'enquête c'était le béguin de Max.

### Link
Link (Barrett Carnahan) est le fils de l'ancien ennemi de Hank, Evilman et est le petit ami de Phoebe. Leur relation se termine finalement lorsque Link commence à utiliser ses pouvoirs en tant que héros et qu’il finit par être affecté à Hong Kong par la League des Héros. Son superpouvoir est l'élasticité.

### Gideon
Gideon (Kenny Ridwan) est un garçon du groupe de Max. Il a tout d’abord des sentiments envers la mère de Max, même si Max révèle dans l'épisode où il doit le distraire avec ses nouvelles méchantes amies, que Gideon a un "faible" pour les filles. Ce qui laisse à penser, qu'il est gaga et que le choix de Barbara lui permet de se poser sur une personne plus mâture que son propre âge pour pouvoir se tolérer.

### Wolfgang
Wolfgang (Jake Borelli) est un batteur du groupe de Max. Il est originaire d'Allemagne et est venu à Hiddenville pour un projet d'échange culturel scolaire. Il parle très peu anglais, avec un fort accent allemand. Il communique souvent en disant "Wolfgang!" dans différentes intonations pour transmettre différents messages et émotions.

### Allison
Allison (Ryan Newman) est la bienfaitrice de Hiddenville High, elle s’investit dans chaque cause sociale en particulier dans la protection de l'environnement. Elle est la petite amie de Max. Dans "Déboires en cascade", Allison rompt avec lui par message alors qu'elle quitte Hiddenville pour rejoindre "Les Écologistes" (d'après Phoebe) afin de protéger la Terre.

## Personnages et personnalités invités notables

### Tara Campbell
Tara Campbell (Katherine McNamara) est une fille que Max développe un béguin pour "Le Dîner" quand il voit des similitudes de lui en elle. Elle s'avère être la sœur de Cole Campbell, le béguin de Phoebe.

### Professeur de Mathématiques
Professeur de mathématiques (Kelly Perine) apparaît dans "La Compétition".

### Ashley
Ashley (Krista Marie Yu) est étudiante à Hiddenville High et membre du Sarah's Group. Dans "La Compétition", elle est l'un des deux seuls membres du groupe à soutenir Phoebe en tant que capitaine de l'équipe tandis que les autres rejoignent l'équipe de Max. Dans "Un anniversaire presque parfait", elle rejoint Phoebe au centre commercial où ils prétendent être de riches héritières britanniques pour essayer des vêtements coûteux sans payer.

### Darcy , nièce de Mme Wong
Darcy Wong (Haley Tju) est la nièce de Mme Wong qui aime causer des ennuis. Dans "Le vandale du quartier", elle attire l'attention de la Home Owners Association après avoir vandalisé le quartier. Dans "L'Audition", elle fouille pour essayer de découvrir tous les secrets qu'elle peut sur les Thunderman. Après avoir découvert que le Dr Colosso peut parler, Darcy le vole et le torture pour le faire parler. Il est secouru plus tard par Nora et Billy.

### Sensei Kenny
Sensei Kenny (Kel Mitchell) est instructeur de dojo. Dans "Un drôle d'anniversaire", son dojo transporte accidentellement Mme Wong, qui avait été gelée par Phoebe et Max. Phoebe utilise ses super pouvoirs pour le tromper en lui faisant croire qu'elle est l'héritière choisie pour obtenir Mme Wong.

### Dylan
Dylan (Jordan Fisher) est un garçon qui s'occupe souvent de son petit frère. Dans "Quatre super-héros et un bébé", Phoebe a le béguin pour lui et essaie d'avoir des choses en commun en amenant ses frères et sœurs à une date de jeu avec lui au parc. Cependant, ils ont accidentellement volé le petit frère de Dylan.

### Morgan dite " la harceleuse"
Morgan (Lizzy Greene) est une fille qui se moque de Nora et Billy pour ne pas avoir de parents avec des emplois sympas dans "Phoebe la rebelle" .. Cela fait pression sur Billy, qui laisse échapper accidentellement que son père est un super-héros.

### Cassandra
Cassandra (Sydney Park) est une fille qui travaille comme serveuse chez Splat-Burger. Dans "Ça déchire grave !", Max fait semblant d'aimer MKTO pour l'impressionner. Lorsque le billet de concert de Cassandra tombe, Max vole Phoebe pour elle. Elle finit par poster des photos embarrassantes de lui.

### Le groupe de musique des MKTO
Les chanteurs du groupe sont Malcolm Kelley et Tony Oller. Ils sont les boys-band des MKTO  et apparaissent sous "leur propre nom" (en série TV, un acteur au "propre nom", en fair cela signifie que c'est son nom dans la vie réelle, comme l'a été Michelle Obama dans iCarly). En route pour un concert, ils passent par Splat-Burger, où ils retrouvent Phoebe, qui est une grande fan de la leur. Lorsque Phoebe sauve Tony de manger un ananas parce qu'il est allergique, ils la remercient en interprétant une chanson pour elle.

### Mike Evilman
Mike Evilman (Eric Allan Kramer) était le plus grand ennemi de Hank. Il était une bonne personne jusqu'à ce qu'il rencontre Lordchaos qui l'a influencé à devenir mauvais. Cependant, il finit par prendre sa retraite de sa vie de super-villain et devient vendeur de matelas à Hiddenville. Dans "Les Evilman", il essaie d'empêcher Link de sortir avec Phoebe. Dans "Le mal ne dort jamais", il aide la Ligue de Héros à tester Phoebe en faisant semblant d'être maléfique.

### Mme. Austin
Mme Austin (Rebecca Metz) est l'enseignante du gouvernement dans la classe de Phoebe. Dans "Chinoiserie en tout genre", elle oblige Phoebe et Max à travailler ensemble sur un projet de classe après avoir tous deux été expulsés de leurs projets de groupe. Dans "Guerre et paix", elle assigne la classe à travailler sur un projet Model U.N.

### Juge du concours du bébé le plus mignon
Le juge du concours du bébé le plus mignon (Alec Mapa) apparaît dans "Un héros est né".

### Lord Chaos
Lord Chaos (Jamieson Price) est le méchant qui est le plus méchant, considéré comme dangereux pour le monde, il a aussi une forte influence et y est un membre éminent ; il a y retouvé l'élite et continue de mener la pensée à La Ligue des vilains. Il est une parodie de Dark Vador et fait ses débuts en tant qu'affiche semblable à l'oncle Sam dans la chambre de Max.
Dans "Phoebe contre Max, la revanche", il commence à contacter Max via le chat vidéo pour le tester et admet plus tard connaître l'origine de M. Evilman. Max l'idolâtre jusqu'à "Une révélation explosive", où lui, la Fée-princ-ette, Strongdor et le serpent of Scalestro prévoient que Max utilise un orbe spécial pour drainer les pouvoirs de Phoebe. Il est vaincu par Phoebe et Max, qui l'épuisent de ses pouvoirs et le jettent en prison. Dans "Enfer au paradis", Lord Chao est incarcéré à Metroburg avec Strongdor comme compagnon de cellule. Phoebe visite Lord Chao pour le consulter afin de se débarrasser de ses capacités après l'incident de "Au bord du chaos". Cependant, il lui dit qu'elle ne peut pas et l'embrasser pour conquérir le monde tout en la dirigeant vers où ils peuvent trouver son ancien compagnon robot Destructo. Phoebe déclare qu'elle sera plus méchante que lui. Finalement, Phoebe est libérée des pouvoirs de Lord Chaos, avec l'aide de Max et du reste de la famille.

### Harris Evilman
Harris Evilman (Casey Simpson) est le fils de M. Evilman. Dans "Le bandeau de pirate", Link demande à Phoebe de garder Harris pendant qu'il lui prépare une fête d'anniversaire surprise. Pendant qu'il était dans l'antre de Max, Harris met un cache-œil mauvais que Max faisait. Il amplifie sa puissance de feu et le rend maléfique. Il est ensuite vaincu par Nora.

### Techno Rider
Tech Rider (Carlos PenaVega) est un super-héros équipé de nombreux outils de haute technologie. Dans "Mentor Mentor", Phoebe le choisit pour être son mentor de super-héros. Cependant, il se révèle être un horrible mentor car il agit sans réflexion stratégique.

### Roxy
Roxy (Camille Hyde) est étudiante à Hiddenville High et la meilleure amie de Maddy. Dans "Embrasse-moi Nate", Roxy et Maddy font partie de l'entourage de Phoebe lorsqu'elle est interprétée comme la principale femme dans une pièce de théâtre. Dans "Une révélation explosive", elle participe à la décoration et se rend plus tard à la danse en tant que membre du groupe de Phoebe.

### Gary
Gary (Chris Jericho) est le père d'Allison. Dans "Rencontre avec les parents", il invite Max à le rencontrer dans son gymnase pour s'assurer qu'il est assez bon pour Allison. Quand Phoebe et Max se trompent, il interdit à Allison de voir Max. Finalement, Max et Allison tiennent tête à leurs parents et peuvent à nouveau sortir ensemble.

### Rodney
Rodney (Issac Ryan Brown) est étudiant à la Secret Academy of Superhero Studies. Dans "Rentrée sensSASS", il est l'un des élèves qui a raté le test d'évaluation de puissance de cinquième année. Son super-pouvoir génère un champ de force.

### Candi Falconman
Candi Falconman (Jada Facer) est la fille adolescente de la famille des super-héros qui emménage dans la maison Thunderman dans "La rançon de la gloire" Depuis qu'elle a du mal à se faire des amis, Candi hypnotise les gens afin qu'ils l'aime. Elle est arrêtée par Phoebe et Max avant d'hypnotiser toute la ville.

### Fan de Nora
Fan de Nora (JoJo Siwa) est l'un des fans qui assiste au Thunder-Con de Nora et Billy dans "La rançon de la gloire" Elle partage un lien avec Nora parce qu'ils aiment tous les deux les rubans. Elle est plus tard déçue lorsque Nora les abandonne après le déclenchement d'une guerre des fans.

### Papy Giddy
Papy Giddy (Grandpa Giddy) est le papy de Gideon , rt apparaît d'abord dans "Le groupe de rock", "Adieu autorité, bonjour clamité", et est souvent en compagnie de Gideon qui l'a incité à prendre des ailes pour avoir une carrière de télé-réalité dans "L'Incroyable famille Gideon", Papy Giddy est trop cool et est plesbiscité des jeunots pour son attitude détendue et son manque de règles dans son penthouse. Ce que le papy finit par prouver en y invitant Max après qu'il ait quitté la maison pour éviter les règles de ses parents jugées trop strictes, cela résultant d'une fâcherie avec Hank et Barb qui le surprennent avec leur ancien camarade de lycée, alors qu'il était devenu plombier, ce dernier étant à maison pour aider Max avec son jacuzzi, ne sachant pas que c'était le fils Thunderman. Quand Hank le voit, Max lui explique que c'est son camarade à lui et non le leur,ce que Hank ne gobe pas du tout et il allait l'embrasser.

### Heinrich Hiddenville III
Heinrich Hiddenville III (Owen Joyner) est l'ancien maire de Hiddenville. Il apparaît dans "Un twist dans le passé" lorsque Phoebe et Max remontent dans le temps et gâchent les événements qui finissent par lui faire manquer un concours de danse et se transformer en vie de crime à mesure qu'il grandit…

### Oncle Mark McGrath
L'oncle Mark McGrath (Mark McGrath) est l'oncle de Sarah qui possède le groupe Sugar Ray. Après avoir entendu parler de lui dans "Un amour un peu trop envahissant", Max essaie de reconquérir Sarah afin qu'elle puisse l'emmener au concert de Mark McGrath et le présenter.

### Cheyanne
Cheyanne (Daniella Perkins) est une célèbre artiste pop qui organise un concert dans "DJ Colosso", dans lequel Phoebe, Max et Cherry essaient tous de se faufiler. De plus, Max développe un béguin pour elle et veut sortir avec elle parce qu'elle est une célébrité.

### Assista Boy
Assista Boy (Thomas Lennon) est l'ancien acolyte de Hank and Barb. Dans "Un acolyte, ça se mérite", Phoebe et Max forgent la signature de leurs parents pour en faire leur compagnon. Cependant, quand ils commencent à se battre pour lui, il se transforme en monstre diabolique et commence à les attaquer.

### Mamie biscuit
Mamie biscuit (Marla Gibbs) possède une fabrique de biscuits qui organise un concours dans "Billy et la chocolatrie". Lorsque Phoebe gagne et emmène Billy avec elle, Max et Nora se faufilent pour voler le cookie. Mamie biscuit prend Phoebe et Billy comme des voleurs et commence à les battre.

### Pageant Contest Host
Pageant Contest Host (Pat Finn) apparaît dans "Billy et la chocolatrie".

### Professeur Meteor
Le professeur Meteor (Brian Stepanek) est un super-vilain qui veut se venger de Hank et Barbara pour l'avoir mis en prison il y a de nombreuses années. Dans "The centième", il veut lancer un météore pour frapper la maison Thundermans. Il est arrêté par Phoebe et Max.

### Balfour
Balfour (Joey Bragg), également connu sous le nom de Le Gamer, est l'un des finalistes qui participe aux championnats Force-Z dans "The Thunder Games". Il est révélé plus tard qu'il est le fils du Dr Colosso. Il détient les Thundermans en otage pour avoir transformé son père en lapin. Il est vaincu par Phoebe et Max et est également devenu un lapin.

### Commandant Dirk Trumbo
Le commandant Dirk Trumbo (Daran Norris) est le commandant de la Force-Z. Dans "The Thunder Games", il accueille les championnats Force-Z pour choisir un nouveau membre de la Z-Force, dans lequel Phoebe et Max s'affrontent. Par la suite, la super présidente Kickbutt le licencie pour s'être absorbé et avoir refusé d'envoyer Force-Z pour sauver les Thundermans.

### Le Spectre Vert
Le Spectre Vert (David Ury)est un fantôme maléfique qui a failli conquérir le monde mais Hank l’en a empêché. 20 ans plus tard il sera accidentellement délivré par Louie et Miles ; Hank sera obligé de sortir de sa retraite pour le capturer à nouveau. Il réussira à posséder Phoebe Thunderman, et jure de se débarrasser de Hank et de régner sur le monde. Il a failli tuer Hank mais sera expulsé du corps de Phoebe par Miles. Il sera définitivement vaincu lorsque Ray et Miles l’empêcheront de se servir de ses pouvoirs. Il sera gelé par Phoebe et Max, et sera renvoyé en prison fantôme. Il est le super-méchant le plus dangereux et le plus puissant de la série en raison de ses capacités et de ses compétences de fantômes. On apprend également que s'il combinait ses pouvoirs de fantômes à ceux d’un super-héros, il serait impossible à arrêter .